# Hasse Kahn

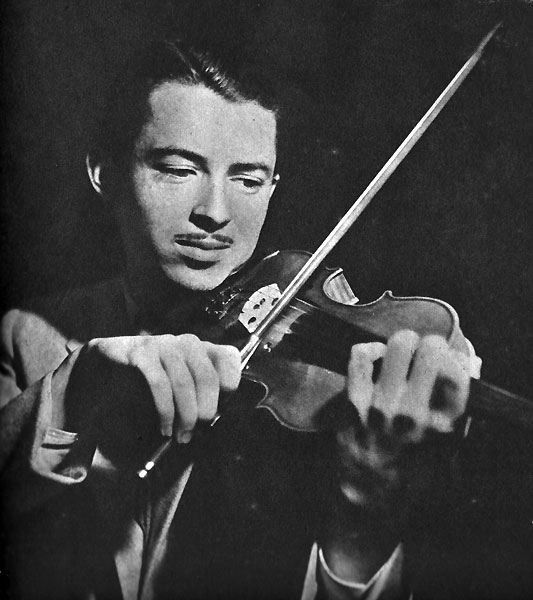
Hasse Kahn ur ett reportage i Se 1945.

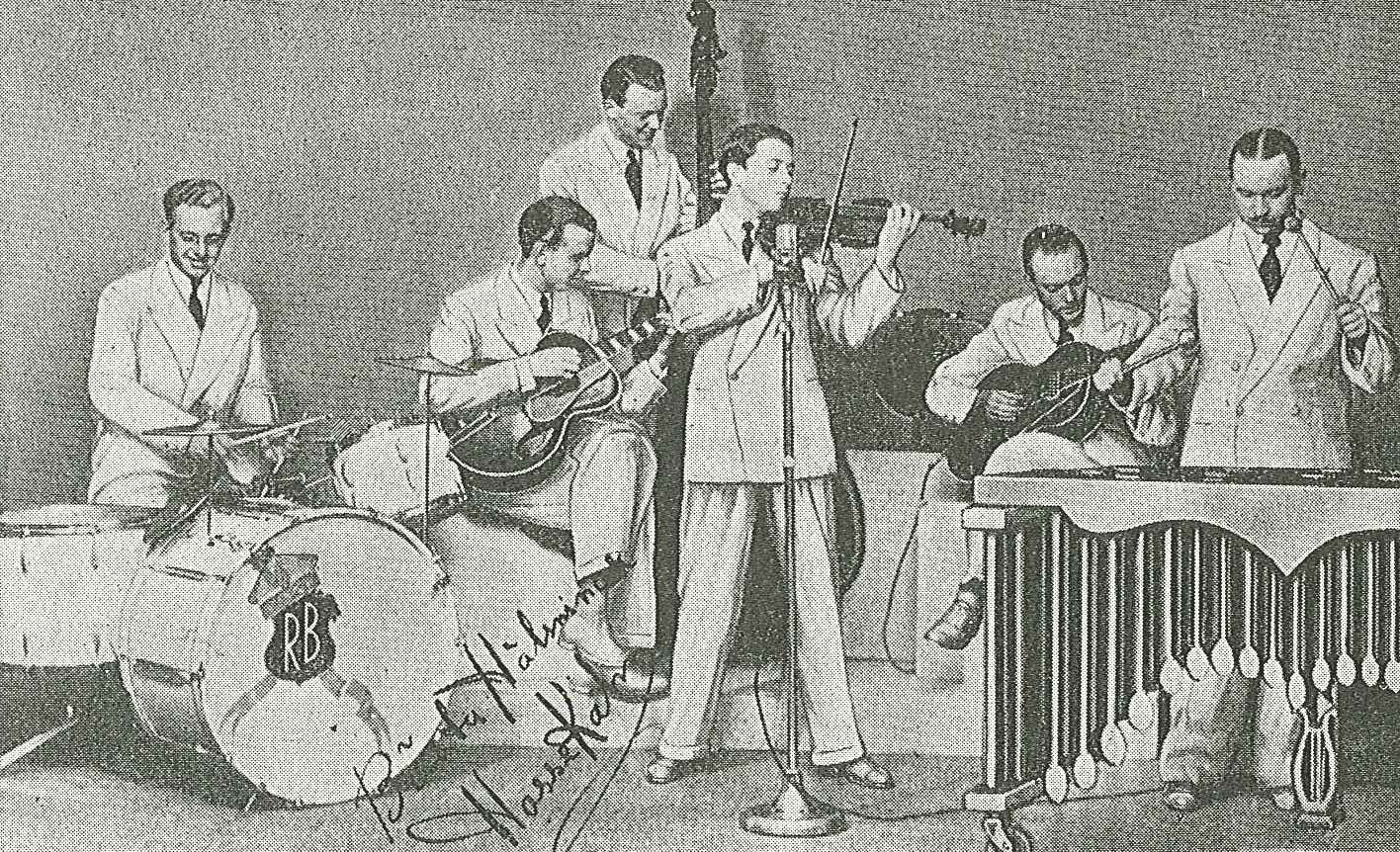
Hasse Kahn med sin "grammofonensemble" i början av 1940-talet. Ryan Berger, Staffan Broms, Lasse Nordvall, Hasse Kahn, Sven Stiberg, Thore Swanerud.

Hans Åke "Hasse" Kahn, född 25 mars 1923 i Engelbrekts församling i Stockholm, är en svensk kompositör, orkesterledare och jazzmusiker (violinist). Han var gift med musikern Yvonne Modin (1928-2023) fram till hennes död, samt far till, bland andra, sångerskan Victoria Kahn och Michael "Mischa" Kahn (1949–2007), jockey och galopptränare.
Kahn skivdebuterade 1941. Han jämfördes ofta med den tidens ledande jazzviolinist, Svend Asmussen.

## Diskografi i urval
- I Found My Lucky Star - Hasse Kahns ensemble
- Indian Summer - Hasse Kahns ensemble
- I'se a Muggin - Hasse Kahns ensemble
- Jitterbug Jam - Hasse Kahns ensemble

## Filmografi, roller
- 1948 – Kärlek, solsken och sång - orkesterledaren